# 42-й отдельный морской разведывательный пункт специального назначения
42-й отдельный морской разведывательный пункт специального назначения (сокращённо 42 ОМРПСпН, в/ч 59190) — разведывательно-диверсионное подразделение Тихоокеанского флота ВМФ СССР и ВМФ России, существующее с 1955 года. Относится к подводным диверсионным силам и средствам — подразделениям водолазов-разведчиков советского и российского флота. Штаб находится в бухте Холуай острова Русский, поэтому этот разведпункт иногда упоминается в СМИ как подразделение спецназа «Холуай».

## Образование
Одним из основателей 42-го морского разведывательного пункта стал капитан 1-го ранга, дважды Герой Советского Союза Виктор Николаевич Леонов, который командовал 140-м гвардейским морским разведывательным отрядом Тихоокеанского флота ВМФ СССР во время советско-японской войны. Предшественником 140-го гвардейского морского разведывательного отряда, в свою очередь, был 181-й разведывательный отряд Северного флота ВМФ СССР, командиром которого был тот же Леонов, отличившийся при десанте в порт Лиинахамари и Петсамо-Киркенесской десантной операции во время Великой Отечественной войны в Заполярье. Несмотря на послевоенное расформирование многих частей морского спецназа за ненадобностью, вскоре они были воссозданы.
24 июня 1953 года директивой Главного военно-морского штаба на всех флотах были созданы формирования специальной разведки. На их образовании настаивали начальник разведки ВМФ контр-адмирал Леонид Бекренев, указывавший на важную роль разведывательно-диверсионных подразделений в системе разведки флотов, и капитан 1-го ранга Борис Марголин, теоретически обосновавший такое решение и настаивавший на создании подразделений для обеспечения заблаговременной подготовки разведчиков-водолазов. Изначально было сформировано пять разведывательных пунктов специального назначения (на всех флотах и Каспийской флотилии). 5 июня 1955 года в соответствии с директивой Главного штаба ВМФ от 18 марта того же года был сформирован 42-й морской разведывательный пункт (42 МРП, войсковая в/ч 59190). Именно на основе 140-го гвардейского морского разведывательного отряда Леонова был сформирован 42-й морской разведывательный пункт. Его первым командиром стал капитан 2-го ранга Пётр Коваленко, бывший командир эсминца. С марта по июнь 1955 года, пока шло формирование части, обязанности командира временно исполнял капитан 2-го ранга Николай Брагинский
Изначально местом дислокации была выбрана бухта Малый Улисс около Владивостока, однако из-за отсутствия необходимых помещений в декабре того же года личный состав был переведён на остров Русский в бухту Холуай (Се-Хулуай) — китайского топонима на острове Русский, означающего буквально «берег в виде тыквы горлянки». По этой бухте морской разведывательный пункт получил прозвище «Холуай», под которым широко известен в наши дни. Владивосток в те годы был закрытым городом, где располагались база и штаб Тихоокеанского флота, а также 55-я дивизия морской пехоты. Остров Русский также носил статус закрытого объекта: там размещались множество воинских частей, а для семей военнослужащих были выстроены редкие хрущёвки. На острове образована «база отдыха Иртек», официально предназначенная для военнослужащих Тихоокеанского флота, что было прикрытием для обеспечения необходимой подготовки спецназовцев. На острове также находились многочисленные объекты противодесантной обороны города, построенные в 1930-е годы.

## Отбор бойцов
Кандидатов набирали среди военнослужащих учебных частей Тихоокеанского флота или среди призывников в военкомате. В течение недели кандидаты проходили серьёзные испытания на выносливость с тяжелейшим психологическим давлением: те, кто не выдерживал испытания, исключались и переводились в другие войсковые части. В наши дни подобная практика в военном деле известна как «адская неделя»: похожую практику утвердили позже и американцы при создании спецназа SEAL, отсеивая таким образом неподходящих кандидатов и определяя сильные стороны уже выбранных бойцов. В качестве офицеров в атмосфере строжайшей секретности отбирались выпускники Тихоокеанского военно-морского училища и Рязанского воздушно-десантного училища. Выбор офицеров воздушно-десантного училища был связан с тем, что в элемент подготовки спецназовцев 42 МРП входили прыжки с парашютом и высадка из вертолётов. В настоящее время костяк офицеров 42 ОМРПСпН составляют офицеры Тихоокеанского военно-морского, Рязанского воздушно-десантного и Дальневосточного общевойскового военных училищ, хотя выпускники других военных училищ также могут пройти отбор.
Жёсткие требования к кандидатам сохраняются и сейчас: исключения не делаются даже для тех, кто имел опыт службы в горячих точках. По словам начальника штаба дивизии морской пехоты, полковника Александра Фёдорова, службу в 42-м ОМРПСпН могут нести только бойцы, абсолютно здоровые по всем медицинским показателям, поскольку в этой части совершенно другой уровень подготовки в связи с природой выполняемых заданий. Журналист Алексей Суконкин, проходивший в 1993—1994 годах службу в части специального назначения сухопутных войск, утверждал, что требования к военнослужащим морского спецназа сопоставимы с требованиями для службы в ВДВ. От кандидатов требуется в тяжёлом бронежилете пробежать 10 км, выполнив норматив бега для пробежки в кроссовках и спортивной одежде: те, кто не выполнит этот норматив, не допускаются к дальнейшим испытаниям. Следующими испытаниями являются 70 отжиманий из упора лёжа и 15 подтягиваний на турнике. На заключительном этапе боец проводит три учебных поединка с инструкторами по рукопашному бою, а после этого проводит беседу с командиром или заместителем командира, по итогам которой и начинается подлинная служба.

## Структура и подготовка
Одиночная боевая подготовка будущих водолазов-разведчиков началась официально 1 июля 1955 года, а чуть позже началось боевое слаживание групп. В сентябре 1955 года спецназовцы провели первые учения, высадившись на лодках в Шкотовском районе и произведя разведку военно-морской базы «Абрек», элементов её противодиверсионной обороны и автодорог в тылу условного противника. С 1956 года бойцы морского разведывательного пункта стали совершать парашютные прыжки, проводя сборы на аэродромах морской авиации. За первые сборы весь личный состав выполнил по два прыжка с высоты 900 м с самолётов Ли-2 и Ан-2, а также провёл десантирование из вертолёта Ми-4 на сушу и воду. В 1957 году разведчики освоили высадку на берег через торпедные аппараты подводных лодок, лежащих на грунте, и возвращение на них после выполнения задачи на береговых объектах. В 1958 году по итогам боевой подготовки 42-й морской разведывательный пункт был награждён переходящим вымпелом Командующего Тихоокеанского флота как лучшая специальная часть флота.
На вооружении разведчиков 42-го морского разведывательного пункта (как и других разведывательных пунктов) появилось специальное вооружение — малогабаритные бесшумные пистолеты МСП, бесшумные гранатометы «Тишина», подводные пистолеты СПП-1 и подводные автоматы АПС. В их снаряжение были включены непромокаемая верхняя одежда и обувь, а также специальные защитные очки (в комплект снаряжения в наши дни входит до четырёх разновидностей защитных очков). Для подразделений стали выпускаться сверхмалые подводные аппараты, способные доставлять диверсантов на большие расстояния и позволявшие проникать незаметно на базы противника для осуществления разведки и проведения диверсий — двухместные типов «Тритон» и «Тритон-1М» и шестиместные «Тритон-2». На вооружении разведпункта присутствовали также морской торпедолов (МТЛ) и пять катеров, для высадки в надводном варианте использовались надувные лодки СМЛ-8. В наши дни используются более современные подводные носители классов «Сирена» (до двух человек) и «Протей» (один человек), которые позволяют производить скрытную высадку разведгруппы через торпедный аппарат подводной лодки.
К 1960 году штат морского разведывательного пункта составлял 146 человек (в структуре пункта было тогда две роты). Имело место условное деление бойцов по трём направлениям:
1. водолазы-разведчики, которые занимались разведкой баз ВМС противника с моря и минированием кораблей и портовых сооружений;
2. войсковые разведчики, которые высаживались с моря на берег и действовали как обычная армейская разведка;
3. специалисты радиотехнической разведки, которые могли обнаруживать полевые радиостанции, радары и посты технического наблюдения.

По данным проверки, проведённой комиссией ГРУ в 1963 году, все морские разведывательные пункты были подготовлены к высадке с подводной лодки и к парашютному десанту на пересеченную местность с грузами в ночных условиях. Также было известно, что 23 разведчика 42-го морского разведывательного пункта были подготовлены и к прыжкам с парашютом на воду.
Иногда при проведении тактико-специальных учений группы разведчиков морского разведывательного пункта могут быть заброшены в другие регионы страны, где им предстоит не только выполнить различные учебные задания, но и обязательно вернуться в часть (желательно незамеченными). Их могут в это время усиленно искать полиция, силы Росгвардии и спецслужбы, в то время как гражданам обычно сообщается о проведении соответствующих учений силовых структур по поиску террористов.

## Боевой путь
Боевой путь 42-го ОМРПСпН известен лишь частично в связи с большим статусом секретности. В то же время известно, что в 1970-е годы этот морской разведывательный пункт формально обрёл статус разведывательного пункта специального назначения, сохранив свой порядковый номер. В 1965 году в часть приезжал дважды Герой Советского Союза капитан 1-го ранга Виктор Леонов, встречавшийся с офицерами и матросами части.
Владивостокские грибники и любители подлёдной рыбалки, которые ездили отдыхать на остров Русский, в 1970-е годы нередко замечали в лесу странных людей в грязной камуфляжной форме с боевым раскрасом, которые задавали много вопросов гостям. В связи с этим во Владивостоке даже появилась городская легенда о «холуаевцах» — загадочными призраками в военной форме, которые являлись тем, кто заходил слишком далеко в лес. Изначально это служило исключительно в качестве страшилки для детей, но позже стало вызывать страх и у взрослых. Поводом были сообщения о том, что спецназовцы в рамках постоянной подготовки и выполнения учебно-тренировочных заданий похищали дневальных, крали дежурную документацию и даже угоняли служебные автомобили (потом эти слухи стали подогреваться за счёт множества других легенд). Только в начале 1990-х жителям Владивостока стало известно, что «призраками»-«холуаевцами» были бойцы спецназа Тихоокеанского флота.
С 24 февраля по 27 апреля 1982 года штатная группа специального назначения в составе 42 ОМРПСпН впервые выполняла задачи боевой службы, находясь на одном из кораблей Тихоокеанского флота. В 1988—1989 годах в течение 130 суток на боевой службе находилась ещё одна разведгруппа, оснащённая подводными носителями «Сирена» и боевыми средствами; её доставили к месту назначения разведывательные корабли 38-й бригады Тихоокеанского флота. Помимо этого, подводные диверсанты выполняли боевые задачи в районе Персидского залива, в Тихом и Индийском океанах.
Разведчики 42-го ОМРПСпН участвовали в Первой чеченской войне: рота этого разведпункта несла службу в составе 165-го полка морской пехоты. По свидетельствам старшего начальника группировки морской пехоты Тихоокеанского флота в Чечне полковника Сергея Кондратенко, рота «Холуая» действовала на высоком уровне. Из военнослужащих пятеро человек погибли в ходе войны в Чечне — это были первые потери в истории 42-го морского разведывательного пункта. Все служившие бойцы были удостоены государственных наград, двое из них получили звание Героя России посмертно — прапорщик Андрей Днепровский и старший лейтенант Сергей Фирсов.
В 1996 году на территории части установлен памятник военнослужащим, погибшим при исполнении воинского долга. На памятнике упомянуты следующие имена:
- Герой России прапорщик А. В. Днепровский
- Подполковник А. В. Ильин
- Мичман В. Н. Варгин
- Мичман П. В. Сафонов
- Главный корабельный старшина К. Н. Железнов
- Старшина 1 статьи С. Н. Тароло
- Старшина 1 статьи А. С. Бузько
- Старшина 2 статьи В. Л. Забурдаев
- Матрос В. К. Выжимов

## Наши дни
В настоящее время бойцы 42-го ОМРПСпН несут службу как на надводных кораблях Тихоокеанского флота (до полугода), так и на подводных лодках (до двух месяцев). Срок службы для бойцов в целом стандартный: один год для срочников и 3 или 5 лет для контрактников. Эта часть остаётся одной из наиболее засекреченных в составе Тихоокеанского флота, но считается элитной по уровню боевой подготовки личного состава. Бойцы спецназа оснащены современным оружием (подводные средства доставки, специальное оружие и робототехника). Утверждается, что, по некоторым данным, в 2015 году часть бойцов спецназа «Холуай» несла службу на базе ВМФ России в сирийском Тартусе.
Бойцы тренируют погружения (как в море, так и барокамере), отрабатывают приёмы рукопашного боя и способы скрытного перемещения, овладевают современным стрелковым оружием и изучают новую технику. Также они участвуют во флотских соревнованиях по силовым видам спорта, единоборства, плаванию и стрельбе, занимая призовые места.
5 июня 2015 года на территории в/ч 59190 был открыт памятник Виктору Леонову. Также на территории части в виде памятника установлена сверхмалая подводная лодка Тритон-2, состоявшая на вооружении ВМФ СССР с 1975 по 1990-е годы. В 2016 году бывший офицер морской пехоты и музыкант Виталий Леонов посвятил одну из своих песен и спецназу ТОФ, опубликовав клип в виде нарезок тренировок спецназа.

## Командиры
Известны имена следующих командиров 42-го ОМРПСпН с 1955 по 2013 годы:
- капитан 1-го ранга Коваленко, Пётр Прокопьевич (1955–1959)
- капитан 1-го ранга Гурьянов, Виктор Николаевич (1959–1961)
- капитан 1-го ранга Коннов, Петр Иванович (1961—1966)
- капитан 1-го ранга Клименко, Василий Никифорович (1966—1972)
- капитан 1-го ранга Минкин, Юрий Алексеевич (1972—1976)
- капитан 1-го ранга Жарков, Анатолий Васильевич (1976—1981)
- капитан 1-го ранга Яковлев, Юрий Михайлович (1981—1983)
- подполковник Евсюков, Виктор Иванович (1983—1988)
- капитан 1-го ранга Омшарук, Владимир Владимирович (1988—1995, ум. в феврале 2016)
- подполковник Грицай, Владимир Георгиевич (1995—1997)
- капитан 1-го ранга Курочкин, Сергей Вениаминович (1997—2000)
- полковник Губарев, Олег Михайлович (2000—2010)
- подполковник Белявский, Заур Валерьевич (2010—2013)

## Иные известные военнослужащие
- прапорщик Андрей Днепровский[1]
- старший лейтенант Сергей Фирсов[1]
- Полковник спецназа ГРУ и известный писатель Андрей Загорцев, проходил срочную службу в отряде "Холуай" в конце 1980-х[источник не указан 160 дней]